# Acianthera miqueliana
Acianthera miqueliana là một loài phong lan.

## Hình ảnh

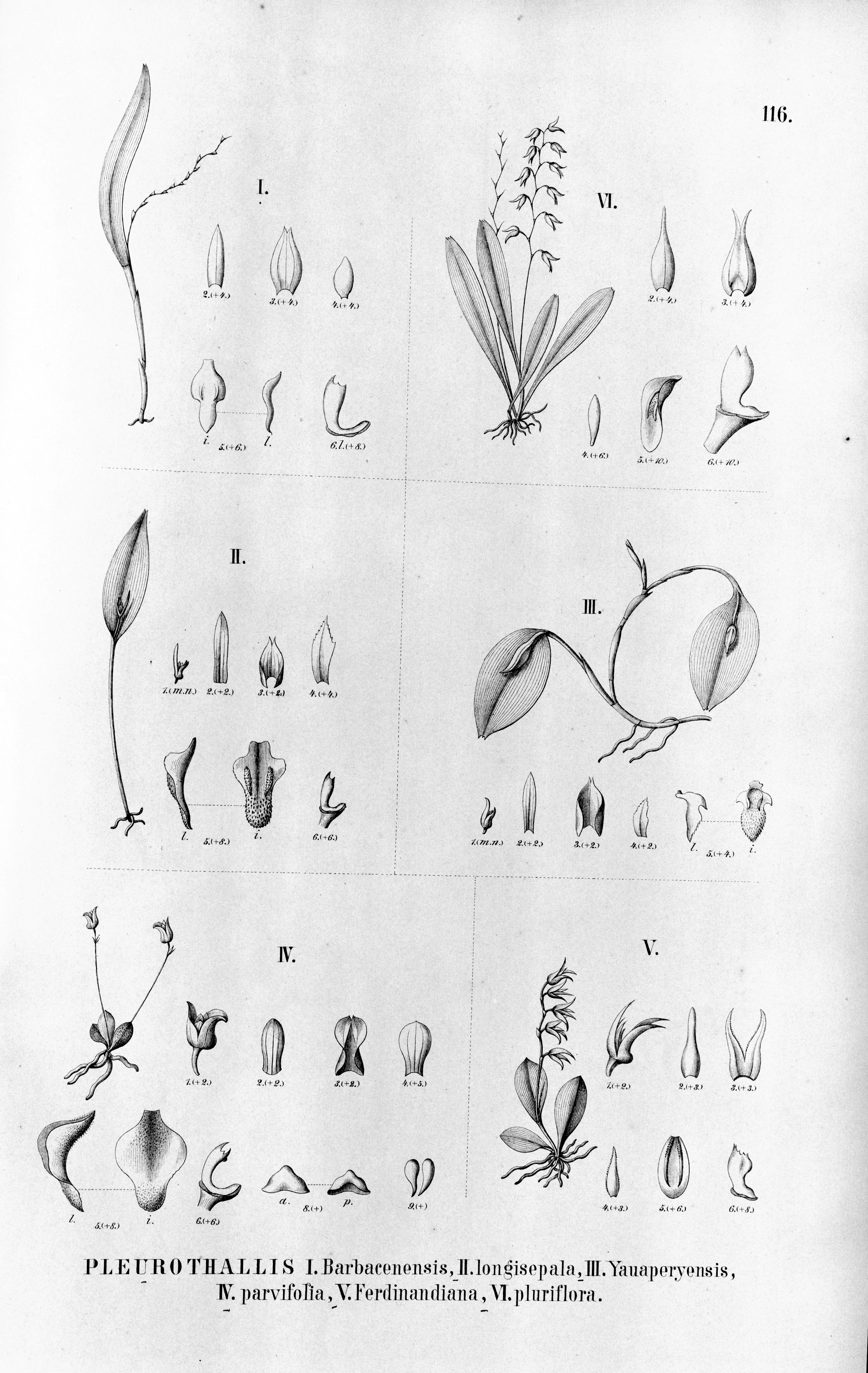
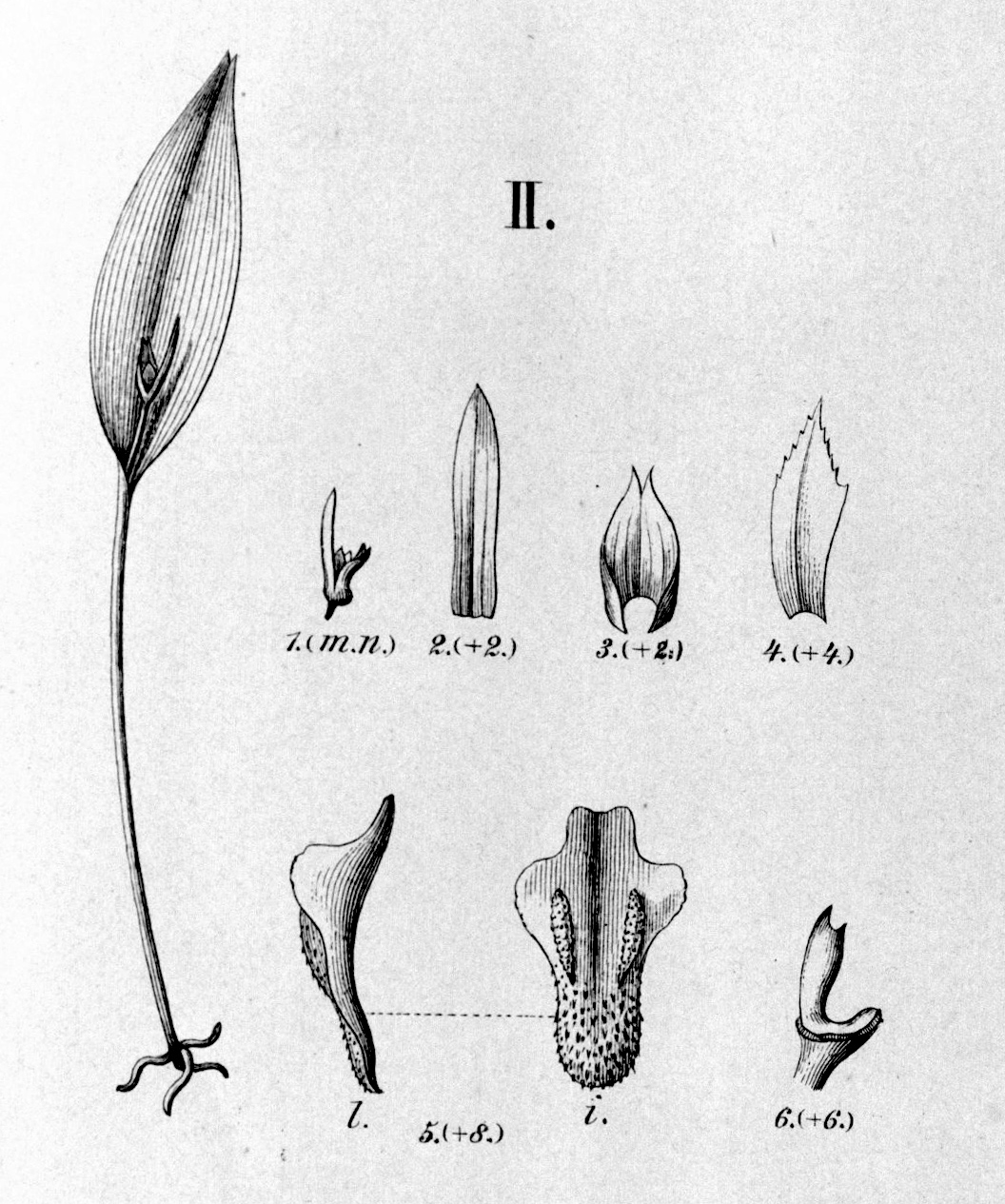
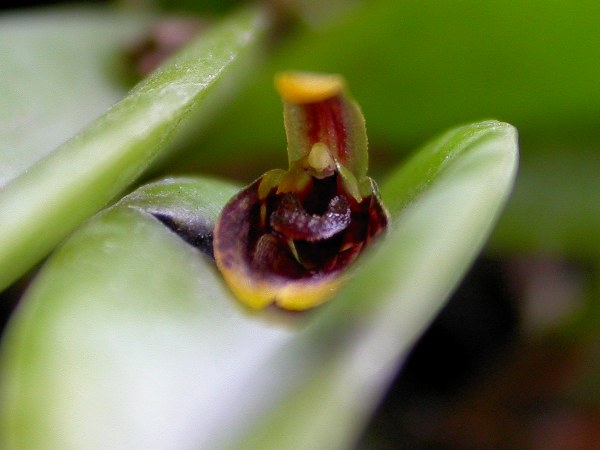
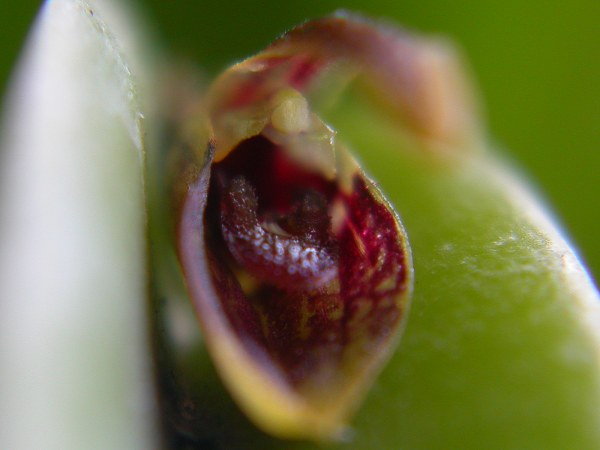